# Маркушевская, Галина Петровна
Галина Петровна Маркушевская (укр. Галина Петрівна Маркушевська, родилась 16 июля 1976 года в Виннице) — украинская гандболистка, бронзовый призёр летних Олимпийских игр 2004 года. Заслуженный мастер спорта Украины, мастер спорта международного класса (2004).

## Биография
Окончила в 1999 году Национальный университет физического воспитания и спорта Украины. Известна по выступлениям за украинские клубы «Спартак» (Киев), «Галичанка» (Львов) и «Мотор» (Запорожье), а также за «Кометал» (Скопье, Македония). Тренировалась у Л. Ратнера, С. Помиркованой и А. Кубраченко. Игровую карьеру завершила в 2005 году по медицинским показаниям, перенеся ряд травм и операций. Работает старшим тренером и инструктором в фитнес-клубе Киева.
В составе сборной Украины — бронзовый призёр Олимпийских игр 2004 года и серебряный призёр чемпионата Европы 2000 года. Награждена орденом княгини Ольги III степени, медалями и почётными грамотами Кабинета министров Украины и Верховной Рады Украины, а также знаком почёта мэра г. Киева А. А. Омельченко.